# Длиннопёрый тунец
Длиннопё́рый туне́ц, или альбако́р, или длиннокры́лый туне́ц, или бе́лый туне́ц (лат. Thunnus alalunga) — вид морских пелагических лучепёрых рыб из семейства скумбриевых. Распространены в тропических, субтропических и умеренных водах всех океанов, встречаются в водах Индийского, Тихого и Атлантического океанов. Ценная промысловая рыба.

## Описание
Тело веретенообразное, удлинённое, высокое в средней части и резко сужается к хвостовому стеблю. В отличие от других видов данного рода максимальная высота тела сдвинута ближе к хвостовой части тела и расположена у начала второго спинного плавника. Максимальная длина тела 140 см, а масса — 60,3 кг. Голова и глаза большие, нижняя челюсть слабо выдаётся вперёд. В первом спинном плавнике 13—14 жёстких лучей, передние колючие лучи намного длиннее задних, что придаёт плавнику вогнутую форму. Во втором спинном плавнике 13—16 мягких лучей. Между вторым спинным и хвостовым плавниками расположено 7—8 маленьких дополнительных плавничков. В анальном плавнике 12—15 мягких лучей. Между анальным и хвостовым плавниками расположено 7—9 дополнительных плавничков. Грудные плавники с 31—34 лучами очень длинные, заходят далеко за начало второго спинного плавника, а иногда доходят до конца основания этого плавника. Хвостовой плавник сильно выемчатый, месяцеобразный. Спина тёмно-синего цвета с металлическим оттенком, нижняя сторона тела и брюхо светлые. По бокам тела проходит голубая иррадирующая полоса. Первый спинной плавник тёмно-жёлтого цвета, а второй спинной и анальный плавники светло-жёлтые. Дополнительные плавнички тёмные. Задний край хвостового плавника белый. На первой жаберной дуге 25—31 жаберных тычинок. В боковой линии 210 чешуй. Плавательный пузырь есть. Нижняя поверхность печени радиально исчерчена; центральная доля печени длиннее левой и правой долей.

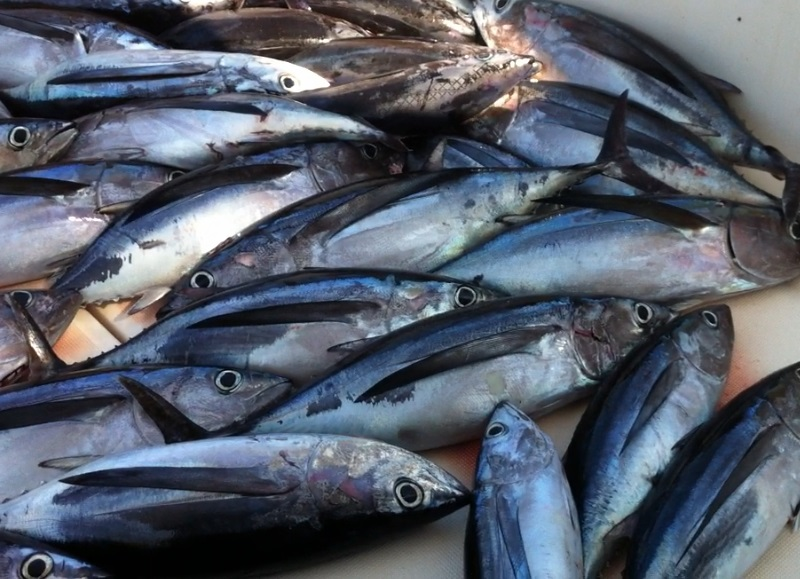
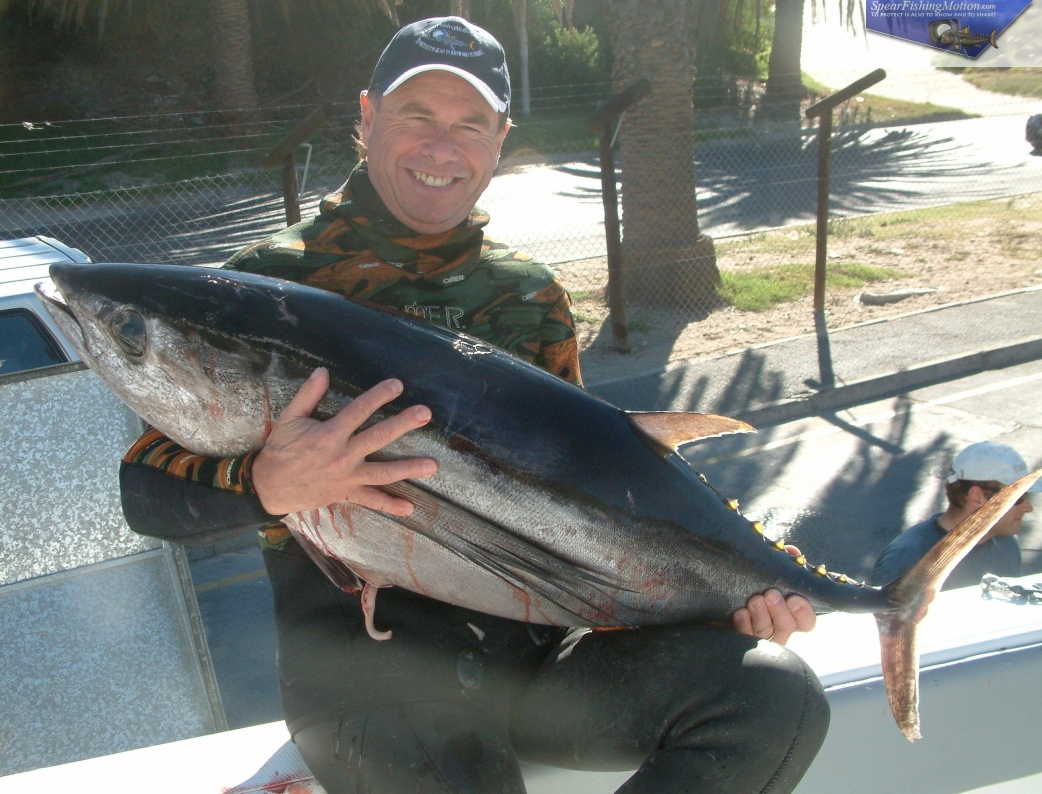
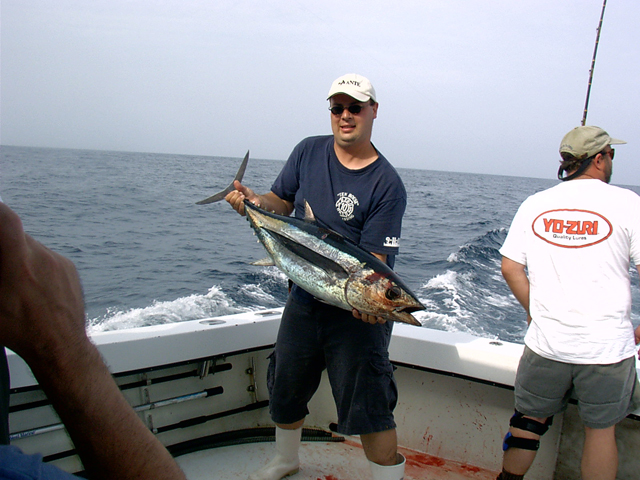
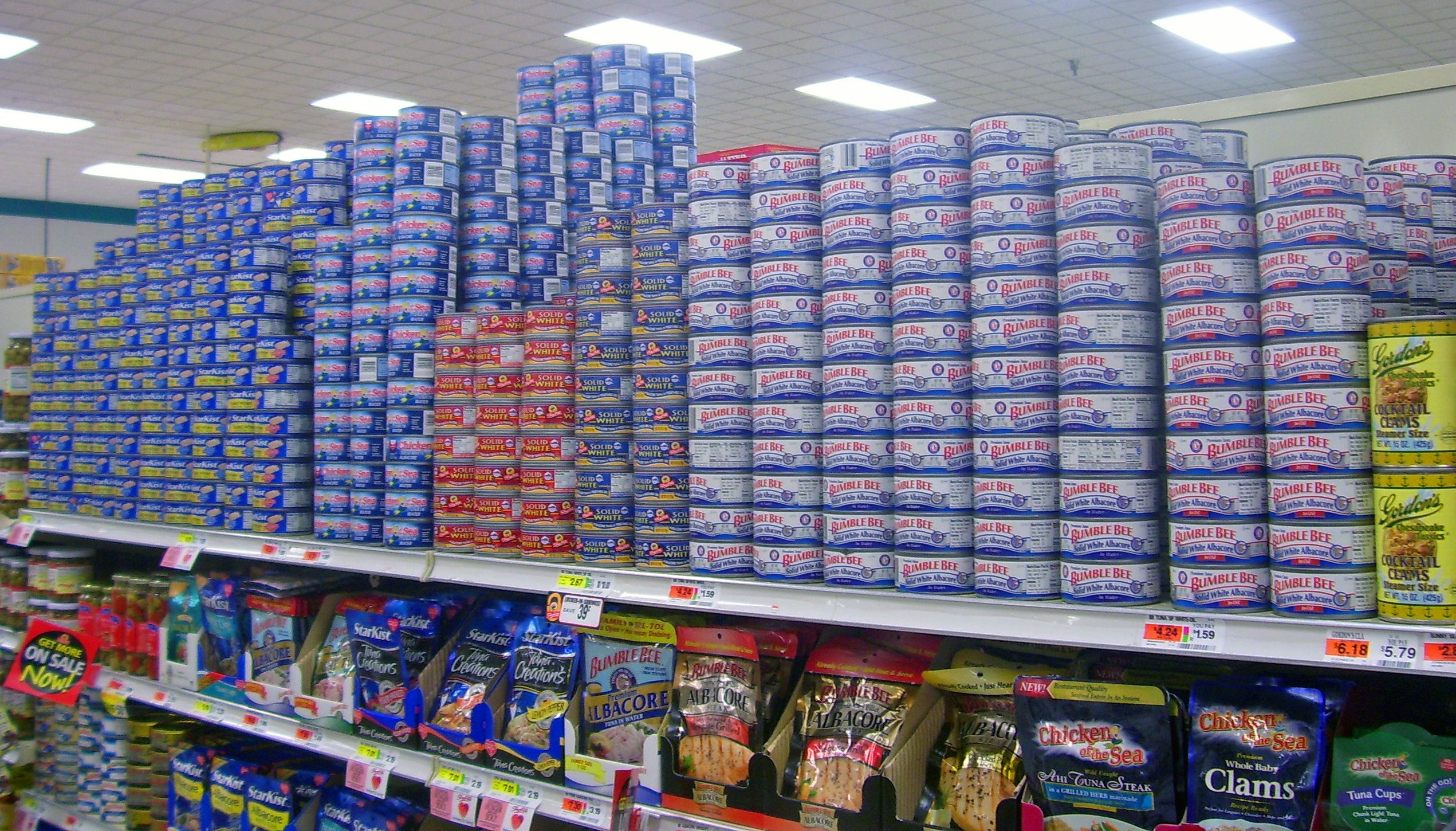

## Хозяйственное значение
Важнейшая промысловая рыба. Основной промысел ведётся в Атлантическом и Тихом океанах. Основные орудия лова: яруса, кошельковый невод и троллинг (в том числе с натуральными приманками). Средний мировой улов колеблется в районе 200 тысяч тонн, что примерно вдвое больше, чем у синепёрого тунца, но в несколько раз меньше, чем у желтопёрого. Зачастую считается лучшим по вкусу из тунцов, однако в Японии его едят мало.
| Год          | 2004  | 2005  | 2006  | 2007  | 2008  | 2009  | 2010  | 2011  | 2012  | 2013  | 2014  | 2015 | 2016  |
| Улов, тыс. т | 231,9 | 202,3 | 221,1 | 230,8 | 197,9 | 233,1 | 239,4 | 222,7 | 257,7 | 247,0 | 236,3 | 222  | 202,2 |